# 1896 en littérature
| Années de la littérature : 1893 - 1894 - 1895 - 1896 - 1897 - 1898 - 1899    |
| Décennies de la littérature : 1860 - 1870 - 1880 - 1890 - 1900 - 1910 - 1920 |

Cet article présente les faits marquants de l'année 1896 en littérature.

## Évènements
- Au Royaume-Uni, William Morris ayant refusé, c'est Alfred Austin qui succède à Lord Alfred Tennyson (mort en 1892) en tant que poète lauréat.

## Parutions

### Bandes dessinées
- La première bande dessinée parait à New York dans le quotidien le World sous le titre The Yellow Kid.

### Essais
- 15 février : Le fondateur du mouvement sioniste Theodor Herzl (1860-1904), publie « L'État juif, recherche d'une réponse moderne à la question juive », (Der Judenstaat) à Vienne. Son auteur, convaincu que l’assimilation des Juifs est un leurre, défend la création d’un parlement habilité à parler au nom de tous les Juifs du monde.

- Henri Bergson publie Matière et mémoire, considéré comme son ouvrage le plus important.
- Remy de Gourmont, Le Livre des masques
- Marcel Schwob, Vies imaginaires.
- La Soirée avec monsieur Teste, essai de Paul Valéry parait dans la revue Le Centaure
- Gaston Deschamps :  Le Chemin fleuri, récit de voyages.

### Poésie
- Les Vies encloses de Georges Rodenbach

### Romans
- La Soirée avec monsieur Teste - Paul Valéry.
- The Country of the Pointed Firs - Sarah Orne Jewett.
- L'empreinte - Edouard Estaunie.
- In His Steps: 'What Would Jesus Do?' - Charles Monroe Sheldon.
- Madelon - Mary E. Wilkins Freeman.
- Le Médecin des dames de Néans - René Boylesve.
- The Mighty Atom - Marie Corelli.
- The Murder of Delicia - Marie Corelli.
- An Outcast of the Islands - Joseph Conrad.
- The Patriot - Antonio Fogazzaro.
- Red Men and White - Owen Wister.
- Rome - Émile Zola.
- Sir George Tressady - Mary Augusta Ward.
- Tales from the Telling House - Richard Doddridge Blackmore.
- The Time Machine - H. G. Wells.
- L'Île du docteur Moreau - H. G. Wells.
- Tom Sawyer, Detective - Mark Twain.
- Weir of Hermiston (Hermiston, le juge pendeur) - Robert Louis Stevenson.
- The Well at the World's End - William Morris.
- Ziska - Marie Corelli.
- Aphrodite - Pierre Louÿs.
- Face au drapeau - Jules Verne.

### Théâtre
- La Mouette, de Tchekhov.
- Alfred Jarry, Ubu Roi
- Première représentation de Lorenzaccio, drame en prose de Musset écrit en 1834.

## Prix littéraires
- Edmond Huot de Goncourt désigne par testament les membres de l’Académie Goncourt, chargés de décerner un prix littéraire annuel (1902).

## Naissances
- 18 février : André Breton, écrivain et poète français († 28 septembre 1966).
- 5 mars : Kandrat Krapiva, homme de lettres biélorusse († 7 janvier 1991).
- 31 août : Félix-Antoine Savard, écrivain canadien († 24 août 1982).

- 12 septembre: Elsa Triolet, femme de lettres et résistante française d'origine russe († 16 juin 1970).

- 3 octobre : Gerardo Diego, poète espagnol († 8 juillet 1987).

- 10 novembre : Kate Seredy, femme de lettres hongroise († 7 mars 1975).

- 13 décembre : Charles Plisnier, écrivain belge († 17 juillet 1952).
- 27 décembre : Louis Bromfield, écrivain américain ayant reçu le prix Pulitzer († 18 mars 1956).

## Décès
- 8 janvier : Paul Verlaine, poète français, 52 ans
- 16 juillet : Edmond de Goncourt, écrivain français, 74 ans
- 17 décembre : Paul Arène, poète provençal et écrivain français, 53 ans